# Åsvær

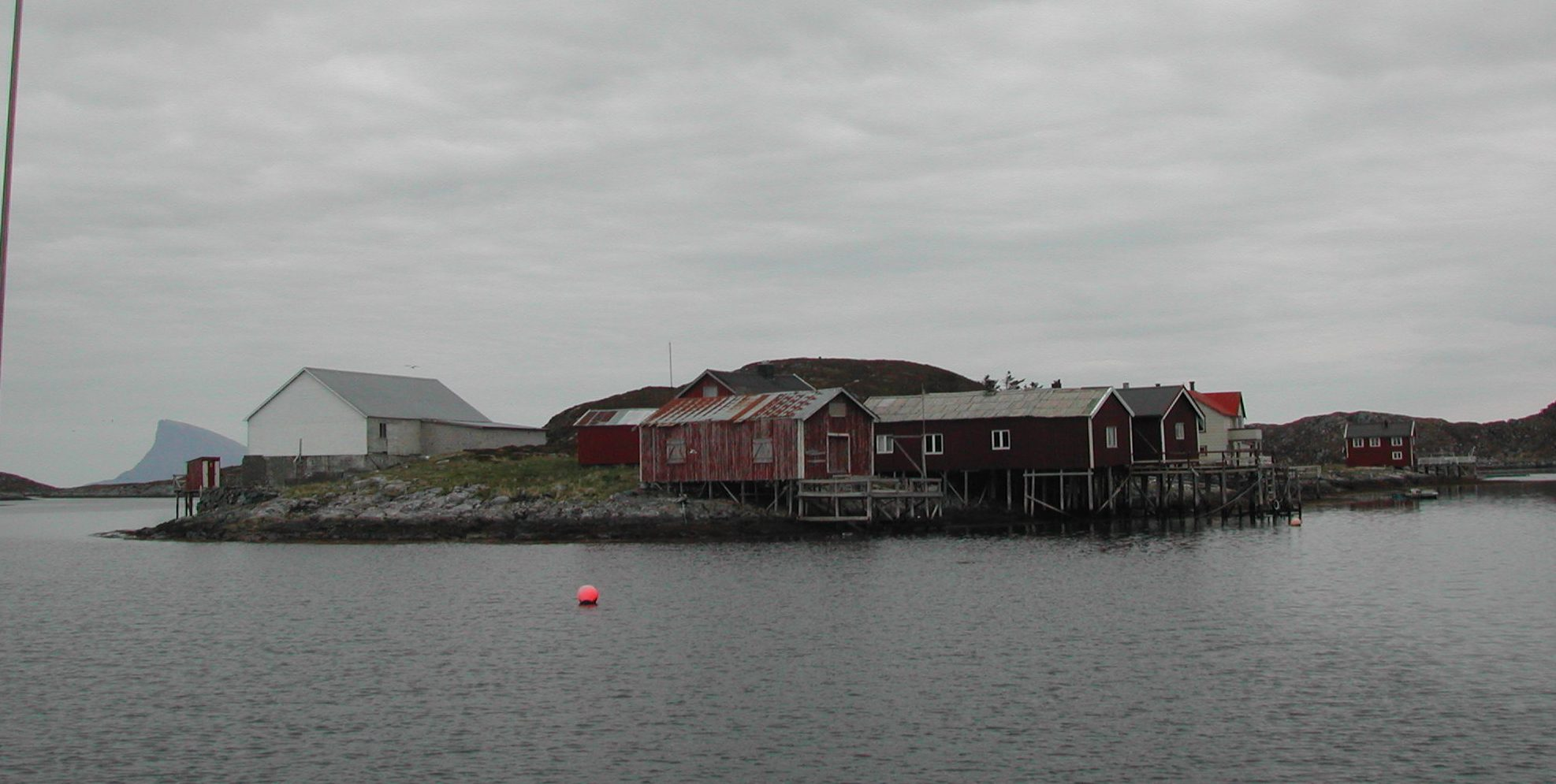
Åsvær

Åsvær je norské souostroví ležící v oblasti severního polárního kruhu zhruba patnáct kilometrů jižně od Lovundu a dvanáct kilometrů severozápadně od Dønny. Z hlediska správního členění patří právě k Dønně ležící v Nordlandu. 
V oblasti souostroví je dlouhodobě prováděn lov sleďů.